# Sylvio von Kospoth

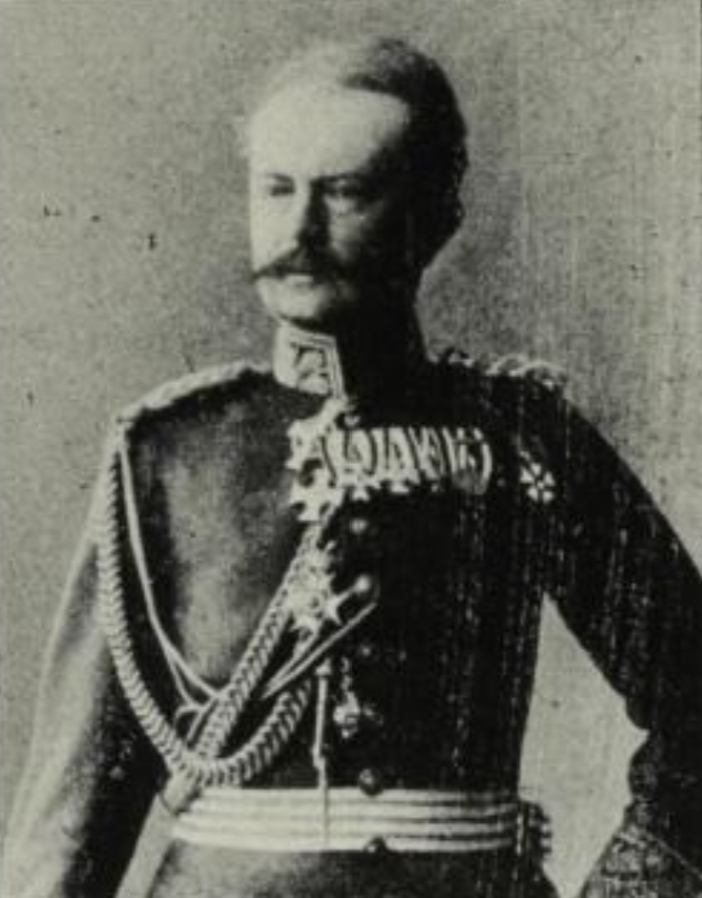
Sylvio von Kospoth

Sylvio Heinrich Horst von Kospoth (* 19. März 1852 in Rodau bei Mühltroff; † 25. März 1939) war ein sächsischer Generalleutnant und Landtagsabgeordneter.

## Leben

### Familie
Sylvio von Kospoth entstammte dem Adelsgeschlecht von Kospoth. Er war ein Sohn des Herrn auf Leubnitz und Rodau Hermann von Kospoth (1825–1897) und dessen Ehefrau Linda, geborene von Raab (1824–1905). Am 28. April 1891 heiratete er in Dresden Angela von Schönberg (* 1871). Aus der Ehe gingen die Kinder Eberhardt (* 1892), Margaritha (1894–1895), Christoph (* 1895), Gerhard (* 1897), Angela (* 1898), Werner (* 1899), Josepha (* 1900) und Christina (* 1908) hervor.

### Karriere
Kospoth besuchte das Kadettenhaus in Dresden und wurde zwei Tage vor Ausbruch des Krieges gegen Frankreich als charakterisierter Fähnrich dem Ersatz-Bataillon des 3. Infanterie-Regiment „Kronprinz“ Nr. 102 der Sächsischen Armee überwiesen. Er nahm an der Belagerung von Paris teil und wurde nach dem Vorfrieden von Versailles am 28. März 1871 zum Sekondeleutnant befördert.
Er verblieb die nächsten Jahre im Regiment, diente 1873 als Ordonnanzoffizier von König Albert, und wurde im Sommer 1884 Hauptmann und Kompaniechef. Am 1. April 1887 wurde er in gleicher Eigenschaft in das neuerrichtete 3. Jäger-Bataillon Nr. 15 versetzt. Nach Beförderung zum Major im Jahr 1893 wurde Kospoth à la suite des Bataillons gestellt und als Adjutant der 2. Division Nr. 24 unter Generalleutnant Gottlob von Hodenberg kommandiert. Unter Ernennung zum Kommandeur des 1. Jäger-Bataillons Nr. 12 kehrte er 1896 in den Truppendienst zurück und avancierte Ende 1898 zum Oberstleutnant. Im Frühjahr 1901 wurde er unter Beförderung zum Oberst Kommandeur des 7. Infanterie-Regiments „Prinz Georg“ Nr. 106 in Leipzig. Am 28. Oktober 1904 erfolgte seine Beförderung zum Generalmajor und Ernennung zum Kommandeur der 6. Infanterie-Brigade Nr. 64. Aufgrund gesundheitlicher Probleme nahm Kospoth seinen Abschied und wurde am 23. November 1905 mit Pension und der Erlaubnis zum Tragen seiner Uniform zur Disposition gestellt.
Nach dem Tod von General der Infanterie Curt von Raab vermachte dieser Sylvio von Kospoth und seiner Familie die Villa Elsenlinde in Leubnitz. Sie liegt unweit des Kospoth’schen Schloss Leubnitz. Er wurde im November 1911 für den Vogtländischen Kreis in die Erste Kammer der Ständeversammlung des Sächsischen Landtages gewählt.
Nach Ausbruch des Ersten Weltkriegs wurde Kospoth ab dem 1. August 1914 als Kommandeur der stellvertretenden 8. Infanterie-Brigade Nr. 89 wiederverwendet und erhielt im Laufe des Krieges den Charakter als Generalleutnant. Er schied Ende November 1916 aus dem Militärdienst aus.
Kospoth ließ sich in Leubnitz nieder und wurde im Mai 1917 in den Vorstand des Erbländischen Ritterschaftlichen Creditvereins in Sachsen berufen. Seine Abgeordnetentätigkeit endete 1918 mit der Novemberrevolution.